# 153301 Alissamearle
153301 Alissamearle è un asteroide della fascia principale. Scoperto nel 2001, presenta un'orbita caratterizzata da un semiasse maggiore pari a 3,1242048 au e da un'eccentricità di 0,1159007, inclinata di 5,41411° rispetto all'eclittica.